# 김현수 (1959년)
김현수(金鉉秀, 1959년 1월 15일 ~ )은 대한민국의 제5·6·7대 경상남도 함안군의원이었다. 출신은 경상남도 함안군 대산면이다.

## 학력
- 구혜국민학교 졸업
- 대산중학교 졸업
- 창원남고등학교 졸업
- 경남대학교 경제학과 졸업
- 경남대학교 대학원 경제학 석사 졸업

## 경력
- 경남대학교 제21대 총학생회 회장
- 전국대학생협의회 경남지역 임시의장
- 구혜초등학교 동창회 회장
- 대산중학교 동창회 회장
- 창원남고등학교 동창회 회장
- 경남대학교 총동창회 상임이사
- (사)한국농어촌사회연구소 정회원
- (사)흥사단 회원
- 열린사회 희망연대 회원
- 한나라당 중앙위원
- 동남은행(현 국민은행) 근무
- 다산산업 대표
- 함안군 농민회 대산면 회장
- 민주노동당 함안군 위원회 위원장
- 함안군 농민회 부회장
- 구혜초등학교 동문회 감사
- 2004 경남자치분권연대 감사
- 한국농어촌 사회연구소 회원
- 국립 농산물 품질 명예 감시원
- 쌀개방 반대 함안군 집행위원장
- 국회비준저치 함안군 집행위원장
- 2007.04 ~ 2010.06 제5대 경상남도 함안군의회 의원
- 2007.04 ~ 2008.07 제5대 경상남도 함안군의회 조례심사특별위원회 위원
- 2007.04 ~ 2008.07 제5대 경상남도 함안군의회 전반기 산업건설위원회 위원
- 2007.04 ~ 2008.07 제5대 경상남도 함안군의회 전반기 예산결산특별위원회 위원
- 2008.07 ~ 2010.06 제5대 경상남도 함안군의회 후반기 산업건설위원회 간사
- 2008.07 ~ 2010.06 제5대 경상남도 함안군의회 후반기 예산결산특별위원회 위원
- 경남대학교 총동창회 상임부회장
- 함안군 민주평화통일자문위원 간사
- 함안군 재정계획심의위원회 위원
- 농림사업 농정심의회 개발분과위원회 위원
- 대산면 수박테마공원 추진위원회 위원
- 2010.07 ~ 2014.06 제6대 경상남도 함안군의회 의원
- 2010.07 ~ 2012.07 제6대 경상남도 함안군의회 전반기 의회운영위원회 위원
- 2010.07 ~ 2012.07 제6대 경상남도 함안군의회 전반기 행정복지위원회 위원장
- 2010.07 ~ 2012.07 제6대 경상남도 함안군의회 전반기 예산결산특별위원회 위원
- 2012.07 ~ 2014.06 제6대 경상남도 함안군의회 후반기 의장
- 함안군 장학재단 이사
- 함안군통합방위협의회 위원
- 칠서 폐기물반대추진위원회 행정자문위원
- 대산면 발전위원회 자문위원
- 대산면 체육회 이사
- 대산면 주민자치위원회 고문
- 경남로봇고등학교 운영위원장
- 제18대 대통령 선거 새누리당 박근혜 후보 선거특별대책위원회 경남 고문
- 2014.07 ~ 2016.09 제7대 경상남도 함안군의회 의원
- 2014.07 ~ 2016.07 제7대 경상남도 함안군의회 전반기 의회운영위원회 위원
- 2014.07 ~ 2016.07 제7대 경상남도 함안군의회 전반기 행정복지위원회 위원
- 2014.07 ~ 2016.07 제7대 경상남도 함안군의회 전반기 예산결산특별위원회 위원
- 2016.07 ~ 2016.09 제7대 경상남도 함안군의회 후반기 의회운영위원회 위원

## 수상
- 제178차 시·도의장단 의정봉사대상 수상

## 피선거권 상실
- 2016년 9월 12일 김현수 함안군의원 의원직 상실 확정

## 역대 선거 결과
|  | 21.21% |

|  | 13.86% |

|  | 58.16% |

|  | 20.91% |

|  | 30.95% |

|  | 6.97% |